# Trachylepis laevis
Trachylepis laevis är en ödleart som beskrevs av  George Albert Boulenger 1907. Trachylepis laevis ingår i släktet Trachylepis och familjen skinkar. Inga underarter finns listade i Catalogue of Life.